# 雷欧-利斯
雷欧-利斯（法語：Réaup-Lisse）是法国洛特-加龙省的一个市镇，位于该省西南部，属于内拉克区。该市镇总面积70.89平方公里，2009年时的人口为585人。

## 人口
雷欧-利斯人口变化图示